# Limes Tripolitanus

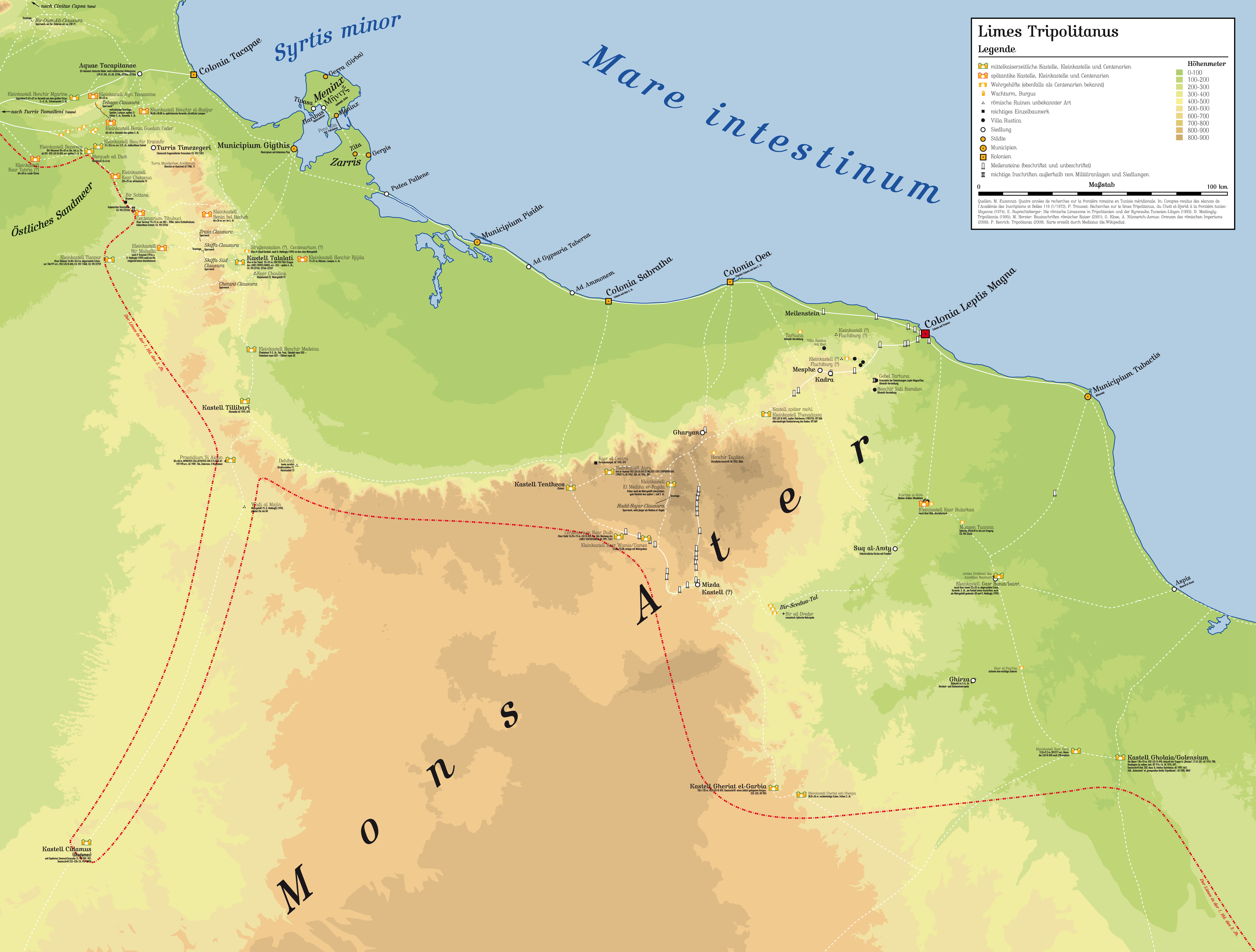
Карта Limes Tripolitanus

Limes Tripolitanus, Триполитанский лимес — пограничная линия укреплений Римской империи, построенная на юге современного Туниса и северо-западе Ливии. В первую очередь предназначалась для защиты триполитанских городов Лептис-Магна, Сабрата и Оэа в римской Ливии от кочевников.

## История

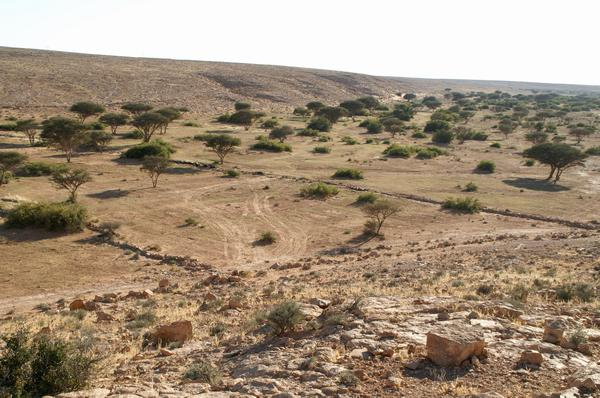
Руины «Сентенарии» в Сук аль-Аути.

Линия укреплений была построена после императора Августа, что было связано в основном с угрозой со стороны гарамантов. Септимий Флакк в 50 г. н. э. совершил военную экспедицию, которая достигла самого Феццана и местностей южнее.
Римляне не столько покорили гарамантов, сколько соблазнили их выгодами торговли и отбили желание нападать угрозой ответной войной. Последний набег гарамантов на побережье произошёл в 69 г. н. э., когда они объединились с жителями Оэи (современный Триполи) в битве против Лептис-Магны.
Для защиты основных городов Триполитании (Оэа, Сабрата и Лептис-Магна) римские войска двинулись на юг. По словам Эдварда Бовилла, автора книги «Золотая торговля мавров», эта кампания ознаменовала первое использование римлянами верблюдов в Сахаре, что убедило гарамантов в том, что они лишились своего преимущества в войне.
После этого гараманты начали становиться зависимым государством Римской империи, но кочевники всегда угрожали плодородным землям прибрежной Триполитании, из-за чего и был создан Триполитанский лимес.
Первая крепость была построена в Тигесе для защиты от нападений кочевников в 75 г.; при императорах Адриане и Септимии Севере лимес расширялся, в частности, это происходило при легате Квинте Аниции Фаусте в 197—201 гг.
Аниций Фауст был назначен легатом III Августовского легиона, и для защиты от набегов южных племён построил в Триполитании несколько оборонительных укреплений в составе лимеса, среди которых были Гарбия и Голайя (Бу Нжем).
Как следствие, расположенный вдали от побережья и к югу от Лептис-Магны город Гаэриса (нынешняя Гирза) быстро развился в богатую сельскохозяйственную область. Дальнейшее развитие города произошло после организации Септимием Севером после 200 г. Триполитанского лимеса.
В этом районе поселились бывшие солдаты, которые освоили эти засушливые земли. В Вади-Гирзе были построены плотины и цистерны, которые защищали жителей от наводнений (тогда этот вади был не настолько сухим, как в XXI в.). Руины этих построек существуют и поныне; среди развалин Гаэрисы находится храм, который, возможно, был посвящен берберскому полубогу Гурзилу, и название самого города может быть связано с его именем. Крестьяне выращивали злаки, инжир, виноград, оливки, бобовые, миндаль, финики и, возможно, дыни. Гирза состояла из сорока построек, в том числе шести укреплённых ферм-центенариев. Сам город был заброшен в средние века.
При Диоклетиане лимес был частично заброшен, а защита территории была передана лимитанам. Эта система укреплений использовалась по прямому назначению вплоть до византийских времен (император Юстиниан I перестроил лимес в 533 году после покорения Африки).
Воины-кочевники из племени Бану Хиляль захватили центенарии в XI в., и за несколько десятилетий сельскохозяйственное производство там упало почти до нуля: даже Лептис-Магна и Сабрата были заброшены, уцелела только Оэа.

## Настоящее время
Сегодня в Ливии сохранилось значительное количество руин, в том числе укрепления в Абу-Нуджайме (древняя Голайя) и Аль-Карья аль-Гарбия (приграничная деревня Гаэриса) и около 2 тыс. укрепленных ферм (центенариумов), таких как Карьят.
В Тунисе есть несколько участков, примыкающих к лимесу. В 2012 г. некоторые из этих объектов были переданы ЮНЕСКО для регистрации в качестве Всемирного наследия

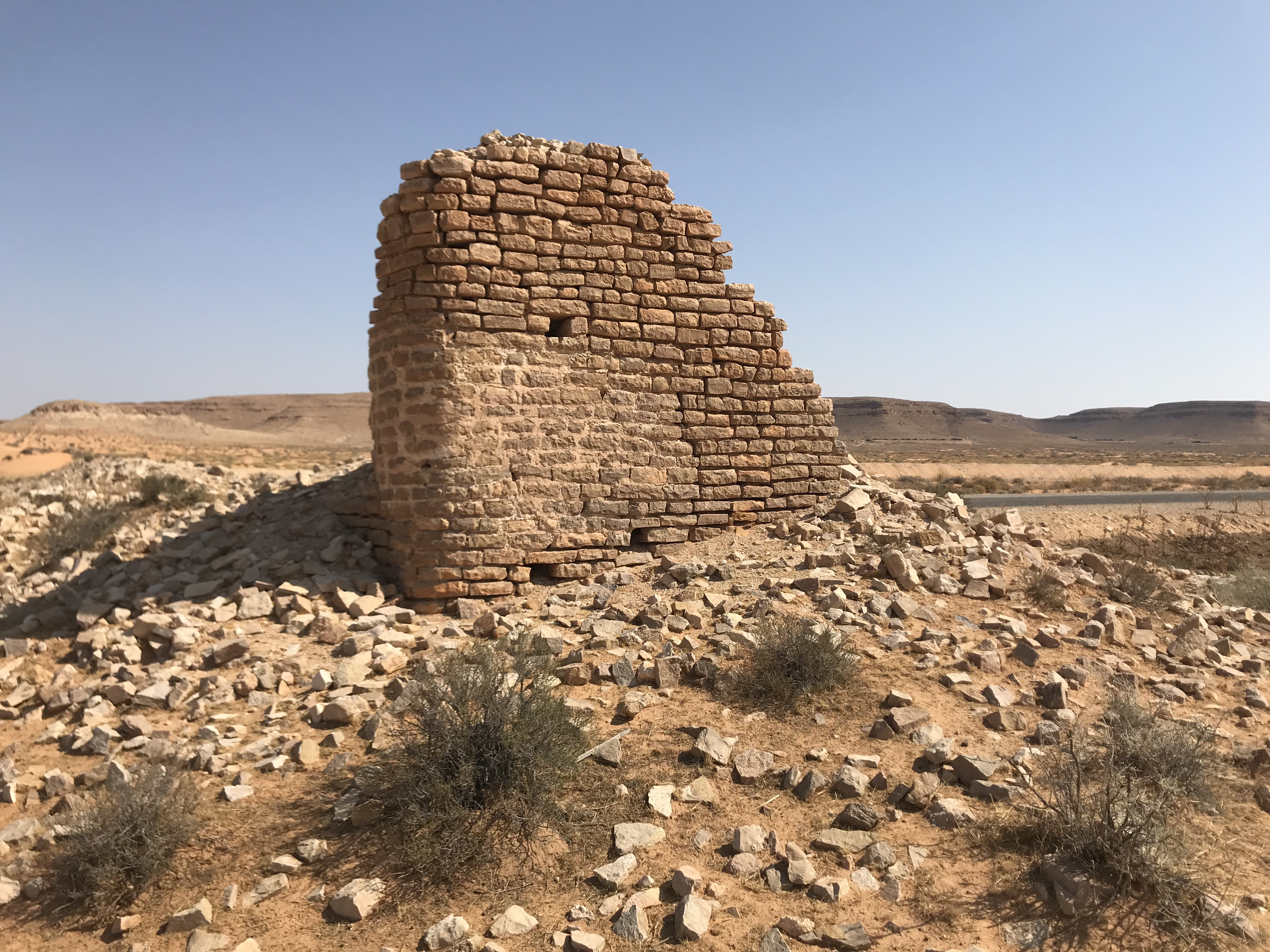
Башня южных ворот клаусуры в Вади Скифта (провинция Татавнин)

### Tebaga Clausura
Стена Тебага представляет собой линию укреплений протяжённостью 17 километров, построенную вдоль ущелья Тебага между хребтом Джебель-Тебага и холмами гор Матма.

### Укрепления
- Гадамес (30°08′30″ с. ш. 9°30′30″ в. д.HGЯO)
- Мизда (31°25′36″ с. ш. 12°58′36″ в. д.HGЯO)
- Бени-Валид (31°45′29″ с. ш. 13°59′32″ в. д.HGЯO)
- Абу Нуджайм  (30°34′42″ с. ш. 15°24′48″ в. д.HGЯO)
- Карьят (30°23′29″ с. ш. 13°35′25″ в. д.HGЯO)